# 旭陽村
旭陽村（きょくようむら）は、兵庫県揖保郡にあった村。現在の姫路市網干区の北部、山陽本線・網干駅の概ね南側一帯にあたる。
村名は、村北端の朝日山（旭）の南側（陽）に村域がまたがることによる。

## 地理
- 河川：大津茂川

## 歴史
- 1889年（明治22年）4月1日 - 町村制の施行により、揖東郡坂上村・坂上出屋鋪村・津市場村・田井村・和久村・高田村・福井村・宮内村および新在家村の一部の区域をもって発足。現在の姫路市立旭陽公民館の位置に村役場を置いた[1]。
- 1896年（明治29年）4月1日 - 所属郡が揖保郡に変更。
- 1942年（昭和17年）4月1日 - 網干町に編入。同日旭陽村廃止。

## 交通

### 鉄道路線
- 鉄道省
  - 山陽本線
    - 網干駅
- 播電鉄道（1934年廃止）
  - 本線
    - 津ノ宮駅 - 和久駅

  - 支線
    - 網干駅